# Ки Ларго (Флорида)
Ки Ларго (енгл. Key Largo) насељено је место без административног статуса у америчкој савезној држави Флорида.

## Демографија
По попису из 2010. године број становника је 10.433, што је 1.453 (-12,2%) становника мање него 2000. године.
| Група             | 2000.         | 2010.         |
| Белци             | 9.446 (79,5%) | 7.436 (71,3%) |
| Афроамериканци    | 243 (2,0%)    | 244 (2,3%)    |
| Азијати           | 56 (0,5%)     | 81 (0,8%)     |
| Хиспаноамериканци | 1.979 (16,6%) | 2.471 (23,7%) |
| Укупно            | 11.886        | 10.433        |